# Parcela de recuerdo
Los títulos de recuerdo o parcelas de souvenir son un producto o regalo físico que se vende comúnmente en Internet mediante el cual un vendedor anuncia la propiedad de una pequeña parcela de tierra en Escocia, anunciando que el comprador obtendrá el derecho legal de propiedad según la ley escocesa y/o el derecho a se presentan como un noble señor, lord o lady (en escocés: laird ) Sin embargo, la compra no tiene ningún efecto legal y muchos analistas de la práctica de ventas la consideran una estafa. 

## Venta de Derecho de Título, Heráldica o Escudo de Armas, etc.

### Títulos
No es posible que un Comprador adquiera legalmente un "derecho" a utilizar títulos de nobleza escoceses como lord o lady. Éstos sólo son capaces de crearse a voluntad del Soberano (es decir: Su Majestad el Rey ) mediante la emisión de cartas de patente .

En una entrevista con el periódico "the Law Society of Scotland" El tribunal de Escocia (The Court of the Lord Lyon) que regula la concesión de heráldica (es decir, títulos y escudos de armas), hizo la siguiente declaración sobre las implicaciones legales de la compra de parcelas como souvenir:
“ La propiedad de un terreno de souvenir no conlleva el derecho a recibir ninguna descripción como 'laird', 'lord' o 'lady '. 'Laird' no es un título sino una descripción aplicada por quienes viven en la finca y sus alrededores, muchos de los cuales se ganarán la vida de ella, al propietario principal de un área de tierra con nombre desde hace mucho tiempo. Por lo tanto, no es una descripción apropiada para el propietario de una propiedad residencial normal."

 “No puede usarse apropiadamente para describir a una persona que posee una pequeña parte de un terreno más grande. El término 'laird' no es reconocible por su vinculación a un nombre personal y, por lo tanto, no existe un reconocimiento oficial de 'XY, Laird of Z '."
“Las palabras 'señor' y 'dama' (en inglés lord y lady) se aplican a aquellos a quienes se les ha confiado un título nobiliario y no se relacionan con la propiedad de la tierra."

 "La propiedad de un terreno de souvenir no es suficiente para que una persona que de otra manera no sería elegible dentro de la jurisdicción de Lord Lyon pueda solicitar un escudo de armas".  [ negrita agregada]
1. ↑  «The Scottish souvenir title "scams" – a storm in a teacup?». www.mshblegal.com (en inglés británico). Consultado el 3 de mayo de 2020.
2. ↑  «Caution the souvenir hunters». Law Society of Scotland (en inglés). Consultado el 3 de mayo de 2020.

- Datos: Q96406119